# Damien Witecka
Damien Witecka, né le 10 avril 1968 à Dijon, est un acteur français.
Spécialisé dans le doublage, il est notamment la voix française régulière de Leonardo DiCaprio, Giovanni Ribisi, Tobey Maguire et Jared Leto ainsi qu'une des voix de Dan Stevens, Daniel Brühl et Thomas Ian Nicholas.
Il a aussi été une des premières voix d'Ewan McGregor.
Dans l'animation, il est notamment la voix du cochon dans Le Grand Méchant Renard et autres contes... et celle de Robert Cannary dans Calamity, une enfance de Martha Jane Cannary.
En 2010, la superviseuse du film Shutter Island, Daisy Nichols, l'avait appelé de New York (lors de la fin du mixage en présence de toute l'équipe américaine et Martin Scorsese) pour le féliciter à propos de son travail sur Leonardo DiCaprio. Elle lui a expliqué que l'équipe venaient de finir le mixage et malgré leur incompréhension du français ils avaient été bluffé par son travail .
À la suite de cela, en 2013, Martin Scorsese, qui avait eu écho du changement de voix francaise de son acteur fétiche Leonardo DiCaprio dans Inception, demanda des essais entre Damien Ferrette et Damien Witecka sur Le Loup de Wall Street à la Metropolitan FilmExport, comme il le fait pour chacun de ses films .
Et il choisit alors lui-même Damien Witecka pour interpréter Jordan Belfort.
De 2006 à 2021, il a aussi été la voix off de Fun Radio. Il est la voix off de Cartoon Network et en février 2023, il a enregistré des spots de pub pour France Bleu.

## Biographie
Damien Witecka rentre au conservatoire de Dijon à l'adolescence où il remporte un prix, ceci juste avant son premier doublage en 1995 dans Petits meurtres entre amis, étant la voix d’Ewan McGregor,.

## Théâtre
- 1997 : Des perles aux cochons de Richard Foreman, mise en scène Bernard Sobel, théâtre de Gennevilliers
- 2001 : Ubu roi d'Alfred Jarry, mise en scène Bernard Sobel, Festival d'Avignon, théâtre de Gennevilliers, Théâtre national de Strasbourg
- 2004 : Homme pour homme de Bertolt Brecht, mise en scène Bernard Sobel, Festival d'Avignon, théâtre de Gennevilliers

## Filmographie

### Internet
- 2024 : Coach de vie de Le monde à l'envers : André

## Doublage
Note : Les dates indiquées en italique correspondent aux sorties initiales des films auxquels Damien Witecka a participé aux doublages tardifs et aux redoublages.

### Cinéma

#### Films
- Leonardo DiCaprio dans (19 films) :
  - Basketball Diaries (1995) : Jim Carroll
  - Roméo + Juliette (1996) : Roméo Montaigu
  - Simples Secrets (1996) : Hank
  - Titanic (1997) : Jack Dawson
  - L'Homme au masque de fer (1998) : le roi Louis XIV / Philippe
  - Celebrity (1998) : Brandon Darrow
  - La Plage (2000) : Richard
  - Gangs of New York (2002) : Amsterdam Vallon
  - Arrête-moi si tu peux (2002) : Frank Abagnale, Jr.
  - Aviator (2004) : Howard Hughes
  - Les Infiltrés (2006) : William « Billy » Costigan Jr.
  - Blood Diamond (2006) : Daniel « Danny » Archer
  - Mensonges d'État (2008) : Roger Ferris
  - Les Noces rebelles (2009) : Frank Wheeler
  - Shutter Island (2010) : marshal Edward « Teddy » Daniels / Andrew Laeddis
  - Le Loup de Wall Street (2013) : Jordan Belfort
  - The Revenant (2016) : Hugh Glass
  - Don't Look Up : Déni cosmique (2021) : Dr Randall Mindy
  - Killers of the Flower Moon (2023) : Ernest Burkhart

- Giovanni Ribisi dans (12 films) :
  - Il faut sauver le soldat Ryan (1998) : le soldat Irwin Wade
  - L'Autre Sœur (1999) : Daniel McMann
  - Mod Squad (1999) : Peter Cochran
  - 60 secondes chrono (2000) : Kip « Kid » Raines
  - Intuitions (2001) : Buddy Cole
  - Capitaine Sky et le Monde de demain (2005) : Rex Dearborn
  - Le Vol du Phœnix (2005) : Elliot
  - Avatar (2009) : Parker Selfridge
  - Rhum Express (2011) : Moburg
  - Gangster Squad (2013) : l'inspecteur Conway Keeler
  - A Million Little Pieces (2018) : John
  - Avatar : La Voie de l'eau (2022) : Parker Selfridge (caméo)

- Tobey Maguire dans (10 films) :
  - Chevauchée avec le diable (1999) : Jack Roedel
  - Spider Man (2002) : Peter Parker / Spider-Man
  - Spider-Man 2 (2004) : Peter Parker / Spider-Man
  - The Good German (2007) : Patrick Tully
  - Spider-Man 3 (2007) : Peter Parker / Spider-Man
  - Brothers (2009) : Sam Cahill
  - Last Days of Summer (2013) : Henry Wheeler, adulte
  - Le Prodige (2014) : Bobby Fischer, adulte
  - Spider-Man: No Way Home (2021) : Peter Parker / Spider-Man (univers alternatif)
  - Babylon (2022) : James McKay

- Daniel Brühl[5] dans (7 films) :
  - Good Bye, Lenin! (2003) : Alex
  - The Edukators (2004) : Jan
  - Parfum d'absinthe (2004) : Paul Krantz
  - Seul dans Berlin (2016) : Escherich
  - Captain America: Civil War (2016) : Helmut Zemo
  - Next Door (2021) : Daniel
  - The King's Man : Première Mission (2021) : Erik Jan Hanussen

- Thomas Ian Nicholas dans (6 films) :
  - American Pie (1998) : Kevin Myers
  - American Pie 2 (2001) : Kevin Myers
  - Les Lois de l'attraction (2002) : Mitchell Allen
  - American Pie : Marions-les ! (2003) : Kevin Myers
  - La Beauté du geste (2010) : Eugene
  - American Pie 4 (2012) : Kevin Myers

- Jared Leto dans (6 films) :
  - Urban Legend (1999) : Paul Gardener
  - Black and White (1999) : Casey
  - Cœurs perdus (2007) : Raymond Fernandez
  - Chapitre 27 (2008) : Mark David Chapman
  - Une affaire de détails (2021) : Albert Sparma
  - House of Gucci (2021) : Paolo Gucci

- Dan Stevens dans (6 films) :
  - La Nuit au musée : Le Secret des Pharaons (2015) : le chevalier Lancelot
  - Permission (2017) : Will
  - Redivider (2017) : Will Porter
  - Lucy in the Sky (2019) : Drew Cola
  - L'Esprit s'amuse (2020) : Charles Condomine
  - Godzilla x Kong : Le Nouvel Empire (2024) : Trapper

- Leigh Whannell dans (5 films) :
  - Insidious (2011) : Steven Specs
  - Insidious : Chapitre 2 (2013) : Steven Specs
  - Insidious : Chapitre 3 (2015) : Steven Specs
  - Insidious : La Dernière Clé (2018) : Steven Specs
  - Insidious: The Red Door (2023) : Steven Specs

- Sam Riley dans (5 films) :
  - Sur la route (2012) : Sal Paradise
  - Byzantium (2013) : Darvell
  - Free Fire (2016) : Stevo
  - Rebecca (2020) : Jack Favell
  - Braquage final (2021) : James

- Ewan McGregor dans (4 films) :
  - Petits meurtres entre amis (1995) : Alex Law
  - Trainspotting (1996) : Mark « Rent-boy » Renton
  - Une vie moins ordinaire (1997) : Robert Lewis
  - T2 Trainspotting (2017) : Mark « Rent-boy » Renton

- Steve Zahn dans :
  - Écarts de conduite (2001) : Raymond Hasek
  - École paternelle (2003) : Marvin

- Charlie Bewley dans :
  - Twilight, chapitre II : Tentation (2009) : Demetri
  - Twilight, chapitre III : Hésitation (2010) : Demetri

- 1942[6] : Fantômes déchaînés : Stanley (Stan Laurel)
- 1978[7] : Le Jeu de la mort : le Maître de Hapkido (Ji Han-jae)
- 1995 : Rob Roy : Alasdair (Brian McCardie (en))
- 1998 : Final Cut : Jude (Jude Law)
- 1998 : Les Misérables : Marius (Hans Matheson)
- 1998 : Supersens : Scott Thorpe (David Spade)
- 1999 : L'Honneur des Winslow : Dickie Winslow (Matthew Pidgeon)
- 1999 : Galaxy Quest : Teb, l'historien Thermian (Jed Rees (en))
- 1999 : Drive Me Crazy : Chase Hammond (Adrian Grenier)
- 1999 : Go : Zack (Jay Mohr)
- 1999 : Liberty Heights : Ben Kurtzman (Ben Foster)
- 2000 : Tigerland : Miter (Clifton Collins Jr.)
- 2000 : Cecil B. Demented[5] : Cecil (Stephen Dorff)
- 2000 : Snatch : Tu braques ou tu raques : Tommy (Stephen Graham)
- 2001 : Boys on the Run : Joe Ferguson (James Lafferty)
- 2001 : Quills, la plume et le sang : Dauphin (George Yasoumi)
- 2001 : La Chute du faucon noir : Lance Twombly (Tom Hardy)
- 2002 : Opération antisèche[5] : Davis (Trevor Fehrman)
- 2002 : Calculs meurtriers : Richard Haywood (Ryan Gosling)
- 2003 : Anatomie 2 : Joachim Hauser (Barnaby Metschurat)
- 2004 : Dr Kinsey : Ben (John Krasinski) et Bruce Kinsey (Luke Macfarlane)
- 2004 : Memories : Simon Cable (Ryan Phillippe)
- 2006 : Âge difficile obscur : Justin Cobb (Lou Taylor Pucci)
- 2006 : Even Money : Murph (Grant Sullivan)
- 2007 : Reviens-moi : Tommy Nettle (Daniel Mays)
- 2007 : Stardust, le mystère de l'étoile : Ferdy le Fourgue (Ricky Gervais)
- 2007 : Détour mortel 2 : Matt « Jonesy » Jones (Steve Braun)
- 2008 : Une virée en enfer 2 : Nick (Kyle Schmid)
- 2008 : Super Héros Movie : Rick Riker / Libellule (Drake Bell)
- 2009 : Soie[8] : Hervé Joncour (Michael Pitt)
- 2010 : Ip Man 2 : Leung Sheung (Huang Xiaoming)
- 2011 : Stella Days : Tim Lynch (Trystan Gravelle)
- 2012 : Wrong : Dolly Springer (Jack Plotnick)
- 2012 : Blanche-Neige : Loup (Sebastian Saraceno)
- 2013 : Phantom : Yanis (Kip Pardue)
- 2013 : Les Poings contre les murs : Oliver (Rupert Friend)
- 2013 : Kill Your Darlings : Jack Kerouac (Jack Huston)
- 2016 : Spotlight : Phil Saviano (Neal Huff)
- 2017 : Logan Lucky : Sam Bang (Brian Gleeson)
- 2017 : Underworld: Blood Wars : Varga (Bradley James)
- 2017 : Wonder Wheel : Mickey Rubin (Justin Timberlake)
- 2018 : Évasion 2 : Le Labyrinthe d'Hadès : Shu Ren (Huang Xiaoming)
- 2018 : Tremors: A Cold Day in Hell : Travis B. Walker (Jamie Kennedy)
- 2021 : Aftermath : Kevin Dadich (Shawn Ashmore)
- 2025 : Blanche-Neige : Simplet / le narrateur (Andrew Barth Feldman) (voix)

#### Films d'animation
- 2007 : Bienvenue chez les Robinson : Laszlo
- 2010 : Animaux et Cie : Toto
- 2017 : Baby Boss : Timothy Leslie « Tim » Templeton adulte, le narrateur[9]
- 2017 : Le Grand Méchant Renard et autres contes... : le cochon
- 2020 : Calamity, une enfance de Martha Jane Cannary : Robert Cannary
- 2021 : Evangelion: 3.0+1.0 Thrice Upon a Time : Kensuke Aida
- 2021 : Baby Boss 2 : Une affaire de famille : Timothy Leslie « Tim » Templeton[10]
- 2023 : Maboroshi : Akimune Kikuiri

### Télévision

#### Téléfilms
- Matt Dallas dans :
  - Love and the City (2010) : Seth Cohen
  - La Liste du Père Noël (2012) : Lance Leigh
- 2002 : Le Projet Laramie : Aaron Kreifels (Ben Foster)
- 2007 : Stuart : Une vie à l'envers : Stuart Shorter (Tom Hardy)
- 2008 : Le Choix de Jane : Dr Charles Haden (Jack Huston)
- 2009 : Bobby, seul contre tous : Ed Griffith (Austin Nichols)
- 2009 : Virtuality : Le Voyage du Phaeton : Kenji Yamaguchi (Nelson Lee)
- 2012 : L'Agence Cupidon : Vernon Gart (Jamie Kennedy)
- 2022 : La Légende du prince de Noël : Lorenzo (Nathanael Vass)
- 2022 : Coup de foudre, set et match : William Campbell (Richard Harmon)
- 2023 : Coup de foudre pour le fils du père Noël : Lewis (Wilson Pierre Brault)

#### Séries télévisées
- Dan Stevens dans :
  - Downton Abbey (2010-2015) : Matthew Crawley (34 épisodes)
  - High Maintenance (2016-2020) : Colin (3 épisodes)
  - Legion (2017-2019) : David Haller / Légion (27 épisodes)
  - Welcome to Chippendales (2022) : Paul Snider (mini-série)

- Michael Urie dans :
  - Ugly Betty (2006-2010) : Marc St. James (85 épisodes)
  - The Good Wife (2014-2016) : Stephen Dinovera (4 épisodes)
  - Younger (2016-2021) : Redmond (15 épisodes)

- Ryan Phillippe dans :
  - Damages (2012) : Channing McClaren (saison 5)
  - Shooter (2016-2018) : Bob Lee Swagger (31 épisodes)
  - Brooklyn Nine-Nine (2017) : Milton Boyle (saison 4, épisode 21)

- Jamie Kennedy dans :
  - Ghost Whisperer (2008-2010) : le professeur Eli James (en) (45 épisodes)
  - Eureka (2010) : Dr Ramsey (saison 4, épisode 4)

- Bradley James dans :
  - Merlin (2008-2012) : Arthur Pendragon (65 épisodes)
  - iZombie (2015) : Lowell Tracey (saison 1)

- Nate Corddry (en) dans :
  - La Loi selon Harry (2011-2012) : Adam Branch (34 épisodes)
  - Perry Mason (2020) : Matthew Dodson (saison 1)

- Tobey Maguire dans :
  - The Spoils of Babylon (2014) : Devon Morehouse (mini-série)
  - Extrapolations (2023) : Nicolas (saison 1, épisode 7)

- Giovanni Ribisi dans :
  - Sneaky Pete (2015-2019) : Pete Murphy / Marius Josipovic (30 épisodes)
  - Waco : L'Après (2023) : Dan Cogdell (mini-série)

- 2005 : Smallville : Brendan Nash (Steven Grayhm) (saison 4, épisodes 18 et 21)
- 2006 : Blade : Shen (Nelson Lee) (12 épisodes)
- 2006-2009 : Kyle XY : Kyle Trager (Matt Dallas) (43 épisodes)
- 2006-2010 : Dr House : Tony (Adam Busch) (saison 2, épisode 14), Boyd (Thomas Dekker) (saison 2, épisode 19) et Brent Mason (Kip Pardue) (saison 2, épisode 22), Kenny (Khleo Thomas) (saison 4, épisode 7) et Hugo (Cody Saintgnue) (saison 7, épisode 2)
- 2007 : John from Cincinnati : John Monad (Austin Nichols) (10 épisodes)
- 2007 : Lost : Les Disparus : Peter Talbot (Patrick J. Adams) (saison 3, épisode 13)
- 2009 : Kings : David Shepherd (Christopher Egan) (13 épisodes)
- 2010 : Les Tudors : Francis Dereham (Allen Leech) (saison 4)
- 2010 : Past Life : Owen Grusin (Gil McKinney) (épisode 5)
- 2010 : Undercovers : Clive (Sean Maguire) (épisode 6)
- 2011 : Big Love : Verlan Walker (Kevin Rankin) (saison 5)
- 2011 : The Cape : Rollo (Martin Klebba) (10 épisodes)
- 2011 : United States of Tara : Evan (Keir O'Donnell) (saison 3)
- 2011 : Vampire Diaries : Ray Sutton (David Gallagher) (saison 3, épisodes 1 et 2)
- 2011-2012 : The Hour : Freddie Lyon (Ben Whishaw) (12 épisodes)
- 2011-2014 : Being Human : Josh Levison (Sam Huntington) (52 épisodes)
- 2012 : Whitechapel : Nathan Merceron (Paul Chequer (en)) (saison 3, épisodes 3 et 4)
- 2012 : Labyrinthe : Sajhe (Matthew Beard) (mini-série)
- 2012 : Alcatraz : Webb Porter (Rami Malek) (épisode 11)
- 2013 : La Bible : Daniel (Jake Canuso (en)) (mini-série)
- 2013-2014 : Borgia : Michelangelo Buonarroti (Danny Szam) (4 épisodes)
- 2013-2016 : Mr Selfridge : Victor Colleano (Trystan Gravelle) (34 épisodes)
- 2013-2016 : Vikings : Athelstan (George Blagden) (30 épisodes)
- 2014 : Fleming : L'Homme qui voulait être James Bond : Ian Fleming (Dominic Cooper) (mini-série)
- 2014 : Derek : Geoff (Colin Hoult (en)) (saison 2)
- 2014-2016 : Black Sails : Dufresne (Jannes Eiselen puis Roland Reed) (20 épisodes)
- 2015 : Les Experts : Cyber : Logan Shelby (David Dastmalchian) (saison 1, épisode 13)
- 2015 : American Odyssey : Bob Offer (Nate Mooney (en)) (13 épisodes)
- 2015-2019 : Poldark : George Warleggan (Jack Farthing) (43 épisodes)
- 2016 : Major Crimes : Dwight Darnell (Brett Davern) (saison 5)
- 2016 : Berlin 56 : Freddy Donath (Trystan Pütter (de)) (mini-série)
- 2016-2017 : Flash : Julian Albert / Dr Alchemy (Tom Felton) (17 épisodes)
- 2017 : Mindhunter : Gene Devie (Adam Zastrow) (saison 1, épisode 10)
- 2017 : The Halcyon : Max Klein (Nico Rogner) (7 épisodes)
- 2017 : Lucifer : Brandon Hong (Steve Suh) (saison 3, épisode 13)
- 2018 : Silicon Valley : Ariel Eklow (Todd Louiso (en)) (saison 5, épisode 5)
- 2018-2019 : Krypton : Kem (Rasmus Hardiker) (20 épisodes)
- 2018-2020 : Diablero : le père Ramiro Ventura (Christopher Uckermann) (14 épisodes)
- 2018-2023 : Barry : Eric (Andy Carey) (16 épisodes)
- 2019 : The Passage : Lawrence Grey (Jason Fuchs) (6 épisodes)
- 2019 / 2022 : Doom Patrol : Charles Forsythe (Ethan McDowell) (4 épisodes)
- 2020 : Filthy Rich : Augie (Jared Bankens) (3 épisodes)
- 2021 : Falcon et le Soldat de l'Hiver : Helmut Zemo (Daniel Brühl) (mini-série)
- 2021 : Calls : Tim (Nicholas Braun) (voix - saison 1, épisode 1)
- depuis 2021 : Profession : reporter : Rob Rickards (Steve Peacocke)
- 2022 : Sandman : Hal Carter (John Cameron Mitchell)
- 2022 : Wedding Season (en) : Stefan (Gavin Drea (en))
- 2022 : Le Cabinet de curiosités de Guillermo del Toro : Jenkins Brown (DJ Qualls) (saison 1, épisode 6)
- 2022-2023 : Toujours là pour toi : Danny Diaz (Ignacio Serricchio) (saison 2)
- 2022-2025 : Andor : Dr Gorst (Joshua James) (4 épisodes)
- depuis 2022 : Le Seigneur des anneaux : Les Anneaux de pouvoir : Elrond (Robert Aramayo)
- 2023 : Perry Mason : Vincent Taylor (Damian O'Hare) (saison 2)
- 2023 : Rabbit Hole : Morgan Shaw (Matthew MacFadzean (en))
- 2023 : The Gilded Age : Robert McNeil (Christopher Denham) (saison 2)
- depuis 2024 : The Rookie : Le Flic de Los Angeles : Wesley Evers (Shawn Ashmore) (3e voix)

#### Séries d'animation
- 1996-1999 : Princesse Shéhérazade : Nour
- 1999 : Batman la relève : Kip (épisode 21)
- 2004 : Teen Titans : Les Jeunes Titans : Gus (épisode 11)
- 2008-2009 : Eliot Kid : Gérald
- 2012-2018 : Zou : le père de Zou
- 2013 : Star Wars: The Clone Wars : Lux Bonteri (2e voix - saison 5, épisodes 2 à 5)
- 2021 : Idéfix et les Irréductibles : Lovènpis et voix additionnelles (création de voix)
- 2021-2024 : Invincible : Rick Sheridan[n 1]
- 2022-2023 : Baby Boss : Retour au Berceau : Tim Templeton
- 2024 : Arcane : Huck (saison 2)

#### Publicités
- Parfum Hugo Boss Just Different : Jared Leto
- depuis 2020 : Fiat 500, 100 % électrique : Leonardo DiCaprio

### Jeux vidéo
- 2004 : Spider-Man 2: The Movie : Peter Parker / Spider-Man
- 2006 : Call of Juarez : William Billy Candle Mendoza
- 2007 : Spider-Man 3 : Peter Parker / Spider-Man
- 2011 : Star Wars: The Old Republic : PN
- 2015 : Star Wars Battlefront : voix additionnelles

## Voix off

### Livres audio
- Shantaram (Audible)
- Néo (1) : La chute du soleil de fer (Lizzie)
- Ready Player One (Lizzie)
- (Audible) Conte de fées
- (Audible) Charlie
- (Audible) Nous les Dieux
- (Audible) Le Souffle des dieux
- (Audible) Le Mystère des dieux
- (audible) Animaux nocturnes T.1: The crow girl

### Publicités
- Joker
- McDonald's (Double Cheese, le retour)
- Crédit agricole (Habitat 2011)
- Renault Twingo II (Miss Sixty)
- JouéClub
- Axe Anarchy
- MAAF
- Škoda Auto
- Playstation 2
- Quick
- Alliances Locales E.Leclerc
- Playstation Portable
- Kit Kat
- depuis 2021 : LesFurets.com (en remplacement de Patrick Poivey)
- 2022 : Nouvelle Fiat 500 (voix de Leonardo DiCaprio)
- 2023 : La Belle Énergie
- 2024 : Rowenta
- 2025 : Leerdammer

### Radio et Télévision
- de janvier 2006 au 4 juillet 2021 voix antenne de Fun Radio
- depuis février 2023 voix antenne de France Bleu
- Cartoon Network depuis décembre 2010

### Voice-over
- Leonardo DiCaprio dans :
  - Avant le déluge (2016) : lui-même (documentaire)
  - Le vote, en bref (2020) : lui-même (documentaire)
- 2018 : Le Signe du Triomphe : le centurion Damien (1re voix) et une des voix du Mystère de la Pérouse du parc du Puy du Fou
- 2021 : Marvel Studios : Rassemblement : lui-même (Daniel Brühl) (documentaire)

### Documentaire
- Le pays de Galles sauvage
- Décollage en Écosse
- Titanic : Le naufrage aurait-il pu être évité ? (2023)
- De l'ISS à la lune - Le Monde de Thomas Pesquet (Science et Vie TV - 2022)

### Autres mises à disposition de sa voix
- Voix off de l'introduction de la vidéo Joyeux Noël Viviane du Monde à l'envers sur YouTube[11].